# Володарский (Ульяновская область)
Володарский — посёлок Радищевского района, административный центр Ореховского сельского поселения.

## География
Находится на расстоянии примерно 23 километра по прямой на восток от районного центра — посёлка Радищево.

## История
Посёлок был основано в 1921 году.

## Население
Население составляло 178 человек в 2002 году (русские 70 %), 145 по переписи 2010 года.